# Championnats d'Asie d'athlétisme en salle 2023
Navigation
Téhéran 2018
Les 9es Championnats d'Asie d'athlétisme en salle se déroulent du 10 au 12 février 2023 à Astana au Kazakhstan, sous l'égide de l'Association asiatique d'athlétisme.

## Résultats

### Hommes
| Épreuves         | Or                                        | Argent                                      | Bronze                                      |
| ---------------- | ----------------------------------------- | ------------------------------------------- | ------------------------------------------- |
| 60 mètres        | Imranur Rahman (BAN) 6 s 59 PB            | Shak Kam Ching (HKG) 6 s 65                 | Ryota Suzuki (JPN) 6 s 66                   |
| 400 mètres       | Ammar Ismail Ibrahim (QAT) 46 s 25        | Mikhail Litvin (KAZ) 46 s 39                | Fan Tianrui (CHN) 47 s 30                   |
| 800 mètres       | Ebrahim al-Zofairi (KUW) 1 min 49 s 33 PB | Abdirahman Saeed Hassan (QAT) 1 min 49 s 58 | Musaab Abdelrahman Bala (QAT) 1 min 49 s 68 |
| 1 500 mètres     | Kazuto Iizawa (JPN) 3 min 42 s 83         | Mohamad al-Garni (QAT) 3 min 43 s 39        | Mousab Adam Ali (QAT) 3 min 43 s 42         |
| 3 000 mètres     | Mohamad al-Garni (QAT) 7 min 55 s 25      | Keita Sato (JPN) 7 min 56 s 41              | Shadrack Kimutai Koech (KAZ) 7 min 59 s 84  |
| 60 mètres haies  | David Yefremov (KAZ) 7 s 65               | Chen Kuei-ru (TPE) 7 s 68 SB                | Shuhei Ishikawa (JPN) 7 s 70                |
| Saut en hauteur  | Ryoichi Akamatsu (JPN) 2,28 m PB          | Woo Sang-hyeok (KOR) 2,24 m SB              | Majd Eddine Ghazal (SYR) 2,24 m SB          |
| Saut à la perche | Hussain al-Hizam (KSA) 5,45 m             | Seif Heneida (QAT) 5,35 m PB                | Patsapong Amsam-Ang (THA) 5,35 m PB         |
| Saut en longueur | Lin Yu-Tang (TPE) 8,02 m PB               | Jeswin Aldrin (IND) 7,97 m PB               | Zhang Mingkun (CHN) 7,92 m PB               |
| Triple saut      | Fang Yaoqing (CHN) 17,20 m PB CR          | Praveen Chithravel (IND) 16,98 m            | Yu Kyu-min (KOR) 16,73 m                    |
| Lancer du poids  | Tejinder Pal Singh Toor (IND) 19,49 m     | Karanveer Singh (IND) 19,37 m               | Chen Xiaodong (CHN) 18,85 m                 |
| Heptathlon       | Yuma Maruyama (JPN) 5 801 pts PB          | Keisuke Okuda (JPN) 5 497 pts PB            | Janry Ubas (PHI) 5 306 pts PB, NR           |

### Femmes
| Épreuves         | Or                                              | Argent                             | Bronze                               |
| ---------------- | ----------------------------------------------- | ---------------------------------- | ------------------------------------ |
| 60 mètres        | Farzaneh Fasihi (IRN) 7 s 28                    | Olga Safronova (KAZ) 7 s 32        | Valentin Vanesa Lonteng (INA) 7 s 37 |
| 400 mètres       | Elina Mikhina (KAZ) 54 s 07                     | Nguyễn Thị Huyền (VIE) 54 s 68     | Sri Maya Sari (INA) 54 s 88          |
| 800 mètres       | Hongjiao Wu (CHN) 2 min 06 s 85                 | Ayano Shiomi (JPN) 2 min 07 s 18   | Xinyu Rao (CHN) 2 min 08 s 75        |
| 1 500 mètres     | Nguyễn Thị Oanh (VIE) 4 min 15 s 55             | Yume Goto (JPN) 4 min 19 s 29      | Akbayan Nurmamet (KAZ) 4 min 21 s 31 |
| 3 000 mètres     | Caroline Chepkoech Kipkirui (KAZ) 9 min 01 s 98 | He Wuga (CHN) 9 min 03 s 43        | Yuma Yamamoto (JPN) 9 min 09 s 29    |
| 60 mètres haies  | Masumi Aoki (JPN) 8 s 01 CR                     | Jyothi Yarraji (IND) 8 s 13        | Chen Jiamin (CHN) 8 s 15             |
| Saut en hauteur  | Nadezhda Dubovitskaya (KAZ) 1,89 m              | Kristina Ovchinnikova (KAZ) 1,89 m | Yelizaveta Matveyeva (KAZ) 1,84 m    |
| Saut à la perche | Mayu Nasu (JPN) 4,00 m                          | Pavithra Vengatesh (IND) 4,00 m    | Rosy Meena Paulraj (IND) 3,90 m      |
| Saut en longueur | Sumire Hata (JPN) 6,64 m CR                     | Huang Yingying (CHN) 6,43 m        | Darya Reznichenko (UZB) 6,37 m       |
| Triple saut      | Sharifa Davronova (UZB) 13,98 m                 | Mariko Morimoto (JPN) 13,66 m      | Chen Ting (CHN) 13,52 m              |
| Lancer du poids  | Jeong Yu-sun (KOR) 16,98 m                      | Lee Soo-jung (KOR) 16,45 m         | Eki Febri Ekawati (INA) 15,44 m      |
| Pentathlon       | Yekaterina Voronina (UZB) 4 386 pts             | Swapna Barman (IND) 4 119 pts      | Yuki Yamasaki (JPN) 4 078 pts        |

## Légende
Records et Performances
- AR : Record continental (area record)
- CR : Record des championnats (championship record)
- MR : Record du meeting (meet record)
- NR : Record national (national record)
- OR : Record olympique (olympic record)
- PR : Record paralympique (paralympic record)
- PB : Record personnel (personal best)
- SB : Meilleure performance personnelle de la saison (season's best)
- WL : Meilleure performance mondiale de l'année (world leader)
- WJR : Record du monde junior (world junior record)
- WR : Record du monde (world record)

Circonstances et Conditions
- DNF : N'a pas terminé (did not finish)
- DNS : N'a pas pris le départ (did not start)
- DQ : Disqualification (disqualification)
- NM : Aucun essai valable enregistré (No Mark)
- Q : Qualifié « directement » au prochain tour (ou à la prochaine compétition), lors d'une compétition majeure, grâce au classement ou à la réalisation des minima (automatic qualifier)
- q : Qualifié au prochain tour (ou à la prochaine compétition), lors d'une compétition majeure, grâce au repêchage ou à la réalisation de l'une des meilleures performances parmi celles des « non qualifiés directement » (grâce au meilleur temps ou à la meilleure distance par exemple) (secondary qualifier)